# Nina Yargekov
Nina Yargekov (França, 21 de juliol de 1980) és una escriptora i traductora franco-hongaresa.
Nascuda a França filla d'immigrants hongaresos, es doctorà en sociologia jurídica. Ha exercit com a professora a la universitat i com a formadora de treballadors socials. També ha treballat com a intèrpret-traductora judicial. Va debutar al món de les lletres amb la novel·la Tuer Catherine (2009). L'any 2011 va publicar la seva segona obra, Vous serez mes témoins, mentre que la tercera, Double Nationalité, va ser mereixedora del premi Prix de Flore 2016.